# Сырцов, Александр Александрович (хоккеист)
Александр Александрович Сырцов (род. 10 октября 1979, Воскресенск, Московская область) — российский хоккеист, защитник. Тренер.

## Биография
Член хоккейной семьи Сырцовых, сын Александра Сырцова. Воспитанник воскресенского «Химика». Играл за команды низших российских лиг «Торпедо-2» Ярославль (1996/97), «ЦСКА-2» (1997/98), «ЦСК ВВС-2» Самара (1999/2000), «Нефтяник» Лениногорск (1999/2000 — 2000/01), «Химик-2» Воскресенск (2001/02, 2005/06), «Металлург» Серов (2001/02), «Факел» Лесной (2001/02), "Липецк, «Липецк-2», «Янтарь» Северск (все — 2002/03), ТХК Тверь и «Рыбинск» (обе — 2003/04), «Рязань» (2005/06 — 2006/07).
После завершения игровой карьеры организовал секцию женского хоккея. Возглавил женское отделение по хоккею Воскресенска. Стал работать тренером молодёжной (до 18 лет) и юниорской (до 16лет) женских сборных России. Возглавил женскую сборную Московской области до 18 лет и женскую сборную Центрального Федерального округа.
С 2020 года — главный тренер команды ЖХЛ «МСМО 7.62».